# Сортувальна (платформа, Санкт-Петербург)
Сортувальна (рос. Сортировочная) — платформа Санкт-Петербурзького відділення Жовтневої залізниці, між платформами Фарфоровська та Обухово, на території залізничної станції Санкт-Петербург-Сортувальний-Московський.

## Планування
У північній частині кожної з платформ є по два нині заварених ґратами виходи безпосередньо на Невський шляхопровід. Квиткові каси знаходяться в південній частині платформи. З південної частини платформи прямують залізничні мости над Південним шосе, по тротуару вздовж нього під мостами на схід можливий вихід на Сортувальну-Московську вулицю, Бєлевський проспект та бульвар Червоних Зір.

### Реконструкція
У 2007—2008 роках станцію було реконструйовано, були встановлені турнікети та електронні табло. До реконструкції платформи мали довжину, в двічі перевищуючу стандартну, їх середини розташовувалися під Невським шляхопроводом. Потяги прибували до кінця платформ, найближчого до Фарфоровської на початку 2010-х ці частини платформ були розібрані.

## Пересадки
- Автобуси: № 5М (нічний), № 5МБ (нічний), № 76, № 91, № 140
- Тролейбуси: № 26, № 29, № 35, № 36 (по буднях), № 42
- Найближча станція метро — Ломоносовська — знаходиться за півтора кілометра на схід від платформи.

## Галерея

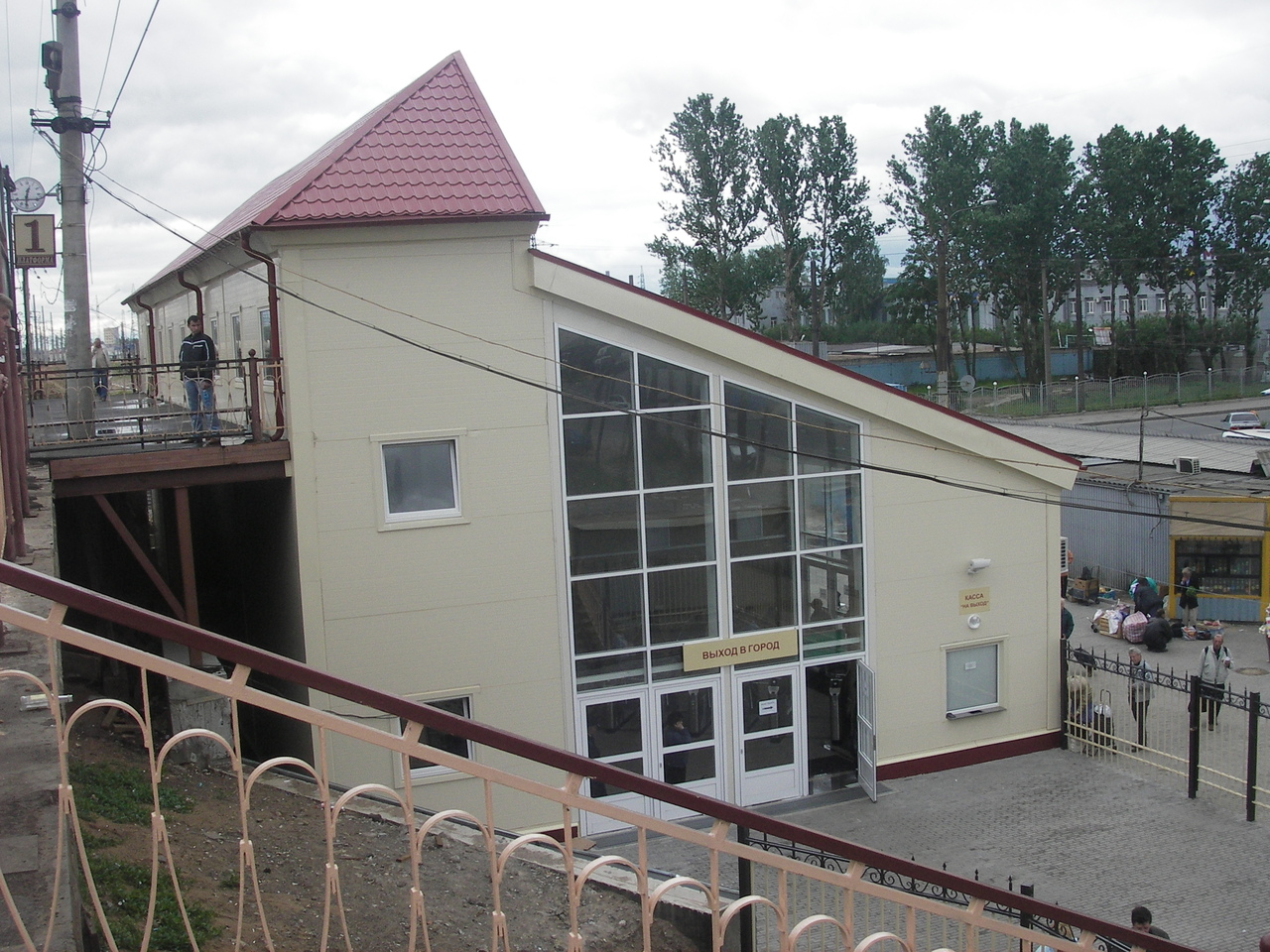
Вихід на перон
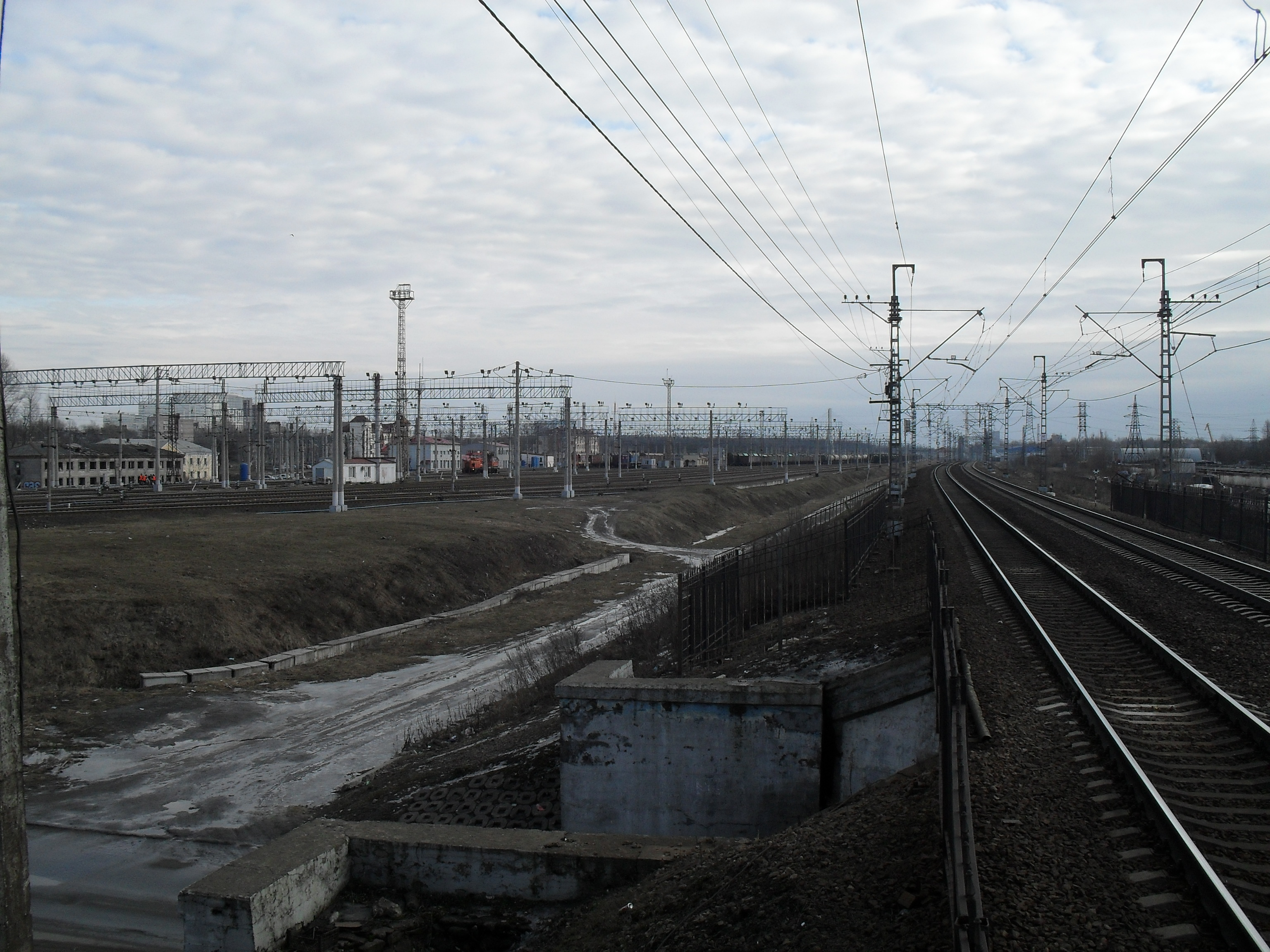
Вигляд на південь, долу Південне шосе
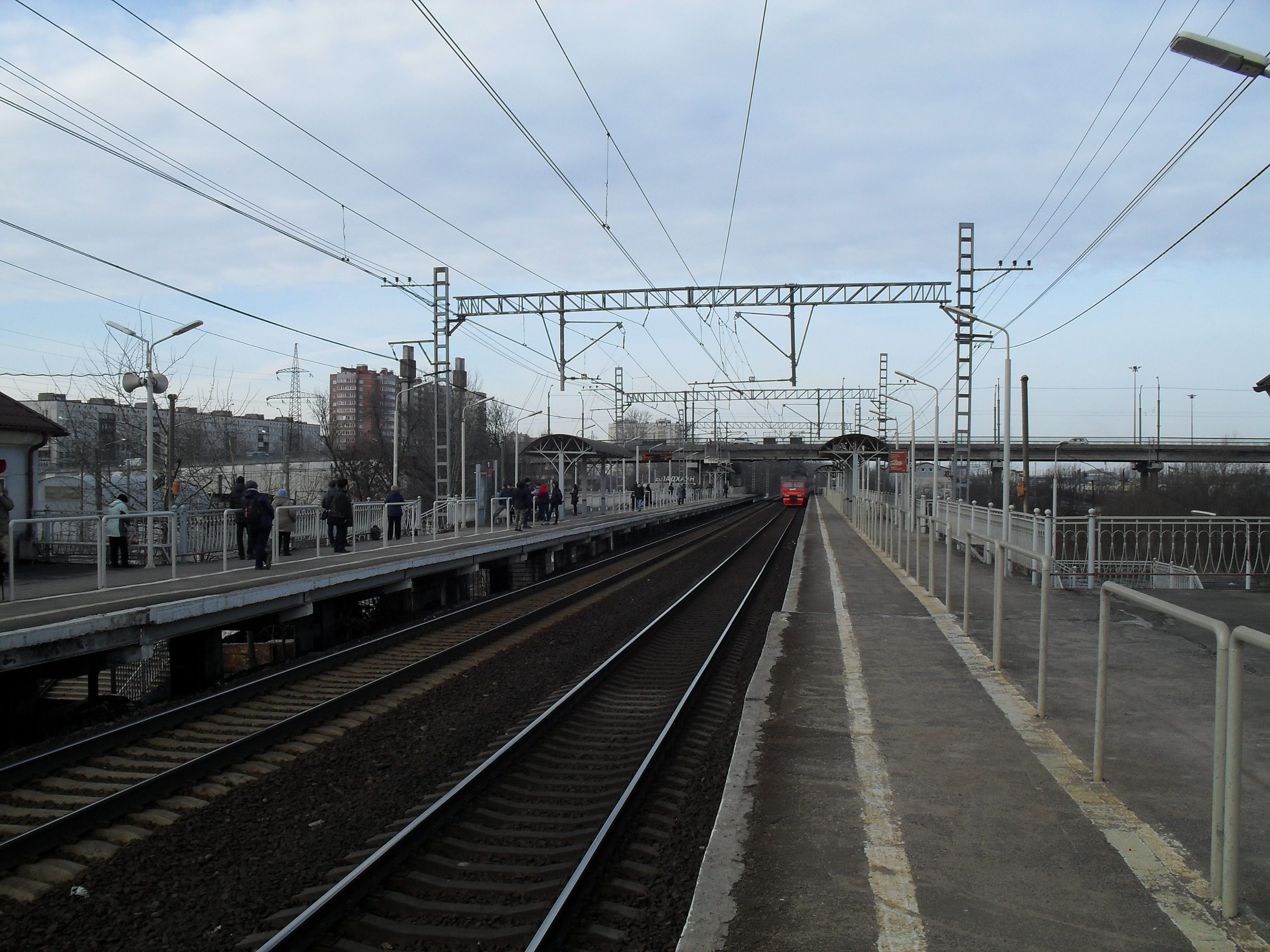
Платформи та Невський шляхопровід
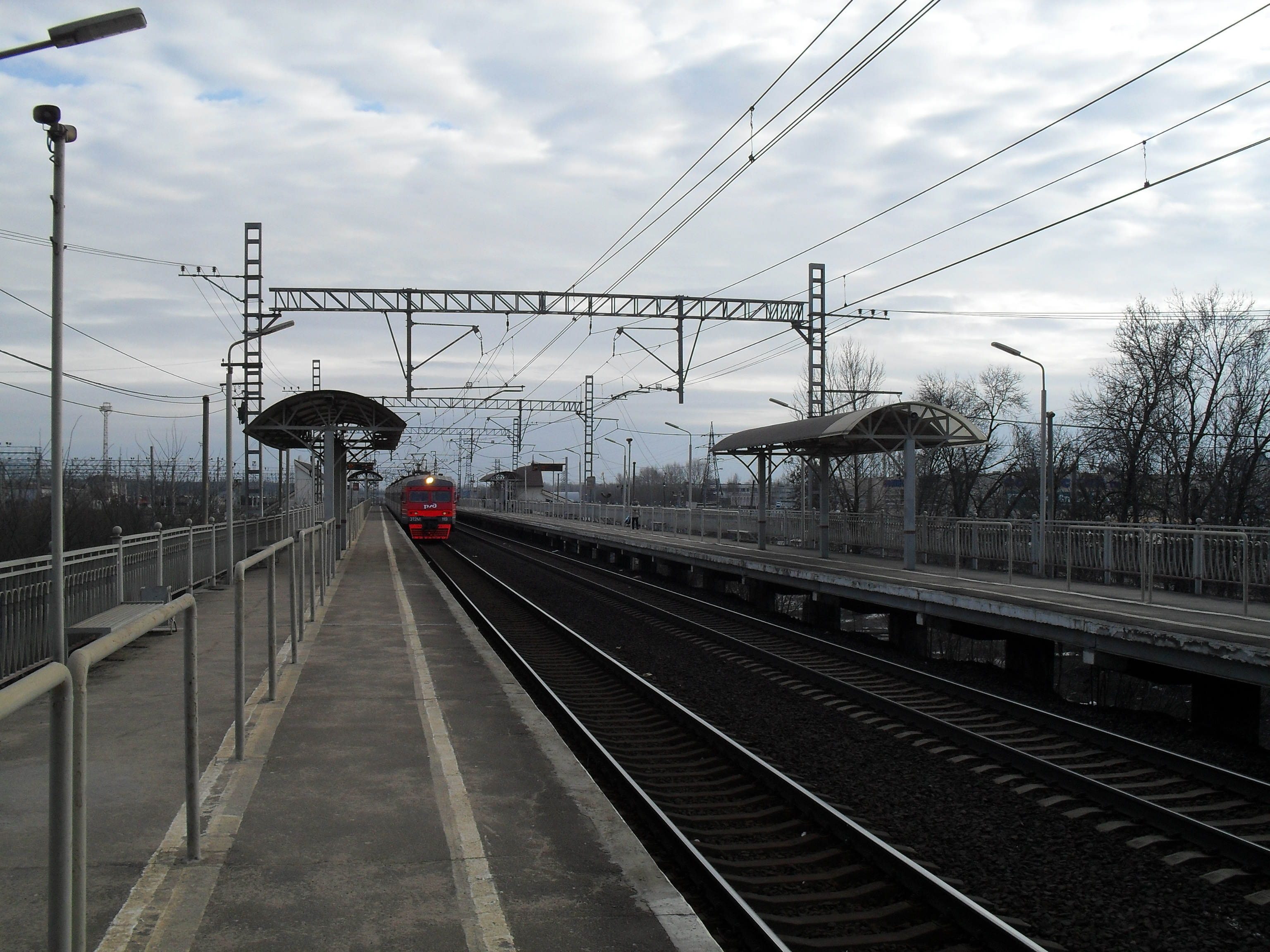
Платформи, вигляд на південь
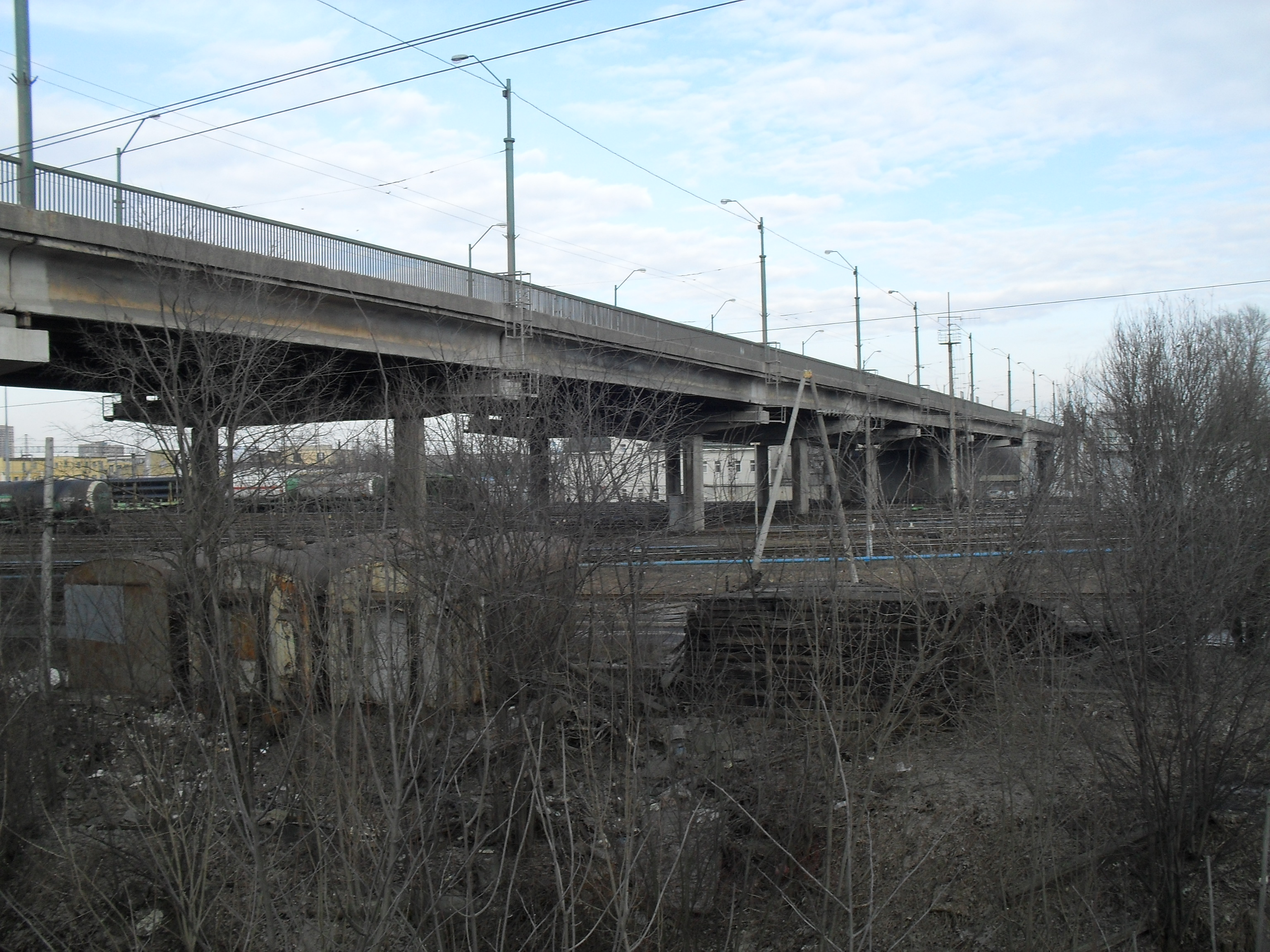
Вигляд з платформи на шляхопровід
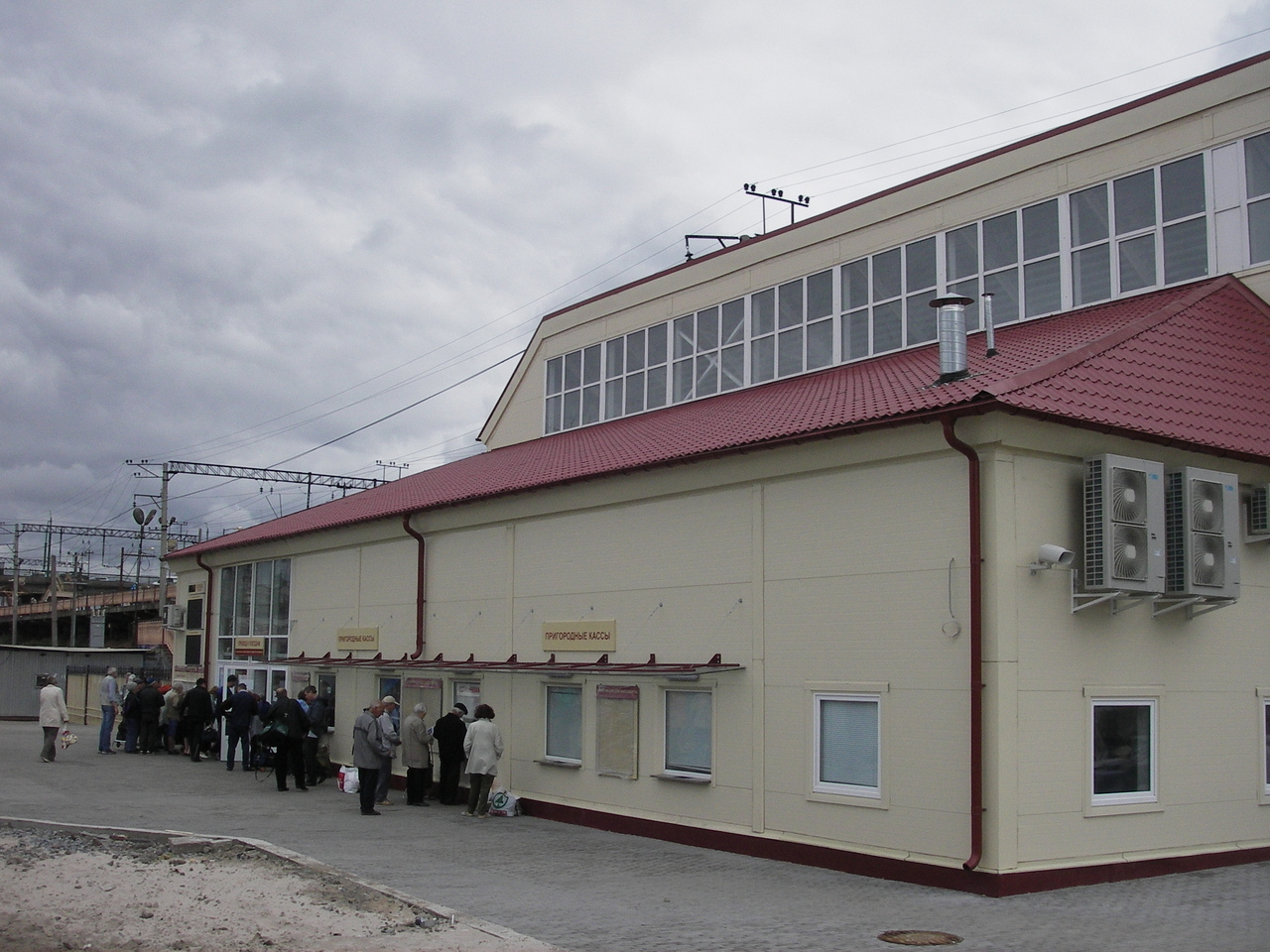
Квіткова каса

| Попередня станція | Лінія | Лінія                   | Лінія | Наступна станція |
| ----------------- | ----- | ----------------------- | ----- | ---------------- |
| Фарфоровська      |       | Московський напрямок ОЗ |       | Обухово          |